# Basílica menor de Nuestra Señora de las Victorias
La Basílica Menor de Nuestra Señora de las Victorias (en inglés Our Lady of Victories Minor Basilica) es una iglesia australiana localizada en Camberwell, uno de los suburbios de Melbourne. De estilo románico, fue diseñada por el arquitecto Augustus Andrew Fritsch (1866-1933). La primera piedra fue colocada en 1867 y la nave central fue la primera en ser construida, mientras que en 1913 se comenzó la sacristía; un año después, fue terminado el crucero y el transepto oriental, que costaron £ 16.000. El crucero occidental se culminó en 1961. Sobre la cúpula de la basílica se encuentra una estatua dorada de la Virgen María.
Es una de las cinco iglesias en Australia que han obtenido el rango de basílica menor; a la Basílica Menor de Nuestra Señora de las Victorias le fue otorgado dicho título el 30 de septiembre de 1996, convirtiéndose en la cuarta iglesia australiana en lograrlo.